# Jaczkowice
Jaczkowice (niem. Jätzdorf) – wieś w Polsce, położona w województwie dolnośląskim, w powiecie oławskim, w gminie Oława.

## Podział administracyjny
W latach 1975–1998 miejscowość należała administracyjnie do województwa wrocławskiego.

## Nazwa
12 listopada 1946 nadano miejscowości polską nazwę Jaczkowice.